# Клиновидный дефект

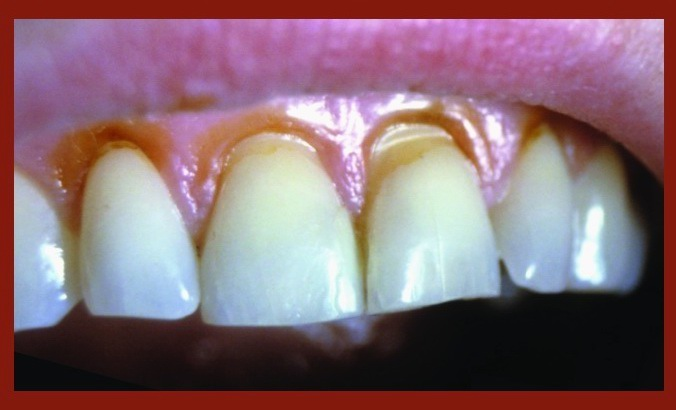
Клиновидные дефекты зубов
(некариозные поражения зубов II группы)

Клиновидный дефект — некариозное поражение, возникающее на твёрдых тканях зубов, характеризующееся образованием в области шейки зуба дефекта клиновидной формы. Такая патология чаще появляется у фронтальной группы зубов с вестибулярной стороны, премоляры также подвержены возникновению патологии. Внешне поражение проявляется как «ступенька» в виде клина (отсюда — «клиновидный дефект»), образуется она в пришеечной области. Выражаются подобные дефекты от небольшого дефекта эмали до откола всей коронковой части. Поражение зубов клиновидным дефектом чаще происходит у людей среднего и пожилого возраста.

## Клинические проявления
В начальной стадии патология визуально проявляется слабо, но может проявиться большая чувствительность к холоду, теплу, сладкому, прикосновениям зубной щетки и другим раздражителям. Дефекты локализуются в пришеечной области зуба, первоначально они имеют форму щели, а затем V-образную или форму клина (откуда и происходит их название). Поражаться могут все зубы, но чаще клыки, премоляры и моляры. Единичные дефекты возникают редко, как правило, они появляются симметрично на одноимённых зубах. Выделяют четыре клинические стадии заболевания, переходящие от начальной к глубокой, которые характеризуются разной глубиной дефекта от 0,1мм до 5 мм и более.:115
На следующей стадии дефект может увеличиться до 3,5 мм, а шейки зубов станут ещё более чувствительны. При сильных поражениях клиновидным дефектом (до 5 мм) затрагиваются самые глубокие слои дентина, иногда поражения достигают пульповой камеры и даже при слабой нагрузке коронковая часть зуба может отломиться. И только благодаря отложению в виде заместительного дентина, не происходит вскрытие пульповой камеры, а также может отсутствовать или существенно притупляться чувствительность на раздражители.
Существуют различия в терминологии клиновидного дефекта, особенно в иностранной литературе. Так, для его обозначения используются следующие термины: некариозный пришеечный дефект, пришеечный дефект неуточнённой этиологии, пришеечная эрозия, пришеечное истирание тканей, абфракция (abfraction), абразия (abrasion) пришеечной области, абразивный износ зубов в пришеечной области, истощение-абфракция, абразия-абфракция, коррозия-абфракция, коррозия напряжения (stress corrosion), откалывание или отламывание (to break away). Обширный список названий, отражающих различные варианты патогенеза, но определяющих один и тот же дефект твёрдых тканей зубов, свидетельствует о неоднозначности мнения учёных на этио-патогенез заболевания.:56

## Этиопатогенез
Основная причина возникновения подобных дефектов однозначно не установлена. Однако большинство специалистов склоняется к версии механического воздействия, зачастую зубной щетки. Предполагают, что зубные щетки с жесткой щетиной и неправильная горизонтальная чистка зубов приводят к стиранию твердых тканей зуба. Клыки и премоляры, выступающие в зубном ряду, наиболее часто страдают от патологии клиновидного дефекта. Ещё факт, подтверждающий теорию повреждения зубной щеткой — это дефект, возникающий с левой стороны у правшей и с правой стороны — у левшей.
В опровержение упрощённой теории о происхождении клиновидного дефекта механическим путём можно заметить, что данное заболевание имеет место также у животных, достаточно трудно обвинить лошадь, овцу или кошку в слишком интенсивной или неправильной чистке зубов. Однако механическое воздействие на уже имеющийся дефект вполне способно привести к его прогрессированию.
Ещё одной причиной возникновения и развития клиновидных дефектов может быть названа плохая гигиена полости рта. Наличие в пришеечных областях мягкого зубного налёта и зубных отложений приводит к постепенной деминерализации эмали зубов, т. е. потере эмалью образующих минералов, в первую очередь — соединений кальция и магния. Это происходит из-за того, что кариесогенная микрофлора в составе мягкого зубного налета и зубных камней (особенно при наличии пищевых остатков в полости рта после еды) начинает активно выделять органические кислоты. Эти кислоты, в свою очередь, контактируют с поверхностью зуба и растворяют её, постепенно вымывая из неё кальций. Ослабленная эмаль становится более чувствительной к механическому воздействию, например, к неправильной технике чистки зубов.
Дополнительными факторами, которые влияют на появление некариозной патологии, являются рецессия десен и пародонтит. В таких случаях, когда десны опускаются или поднимаются, оголяются шейки зубов, а они, в свою очередь, достаточно чувствительны к факторам, вызывающим клиновидные дефекты.
Также замечена взаимосвязь подобных дефектов с рядом нервных соматических заболеваний и некоторых заболеваний психики человека, таких как неврозы, депрессии, шизофрения и т. п.
Системный подход в обосновании этиопатогенеза некариозных поражений зубов в целом (эрозий, клиновидных дефектов, патологической стираемости и гиперестезии), их дальнейшего развития, а также полный алгоритм обследования и лечения пациенток впервые был представлен Г.Е. Соловьёвой-Савояровой в диссертации «Некариозные поражения зубов как маркеры гормонально-метаболических нарушений у женщин» (2006-2009), а затем в профильной монографии «Эстрогены и некариозные поражения зубов» (2012). Последние исследования российских учёных и медиков указывают на то, что важнейшую роль в патогенезе некариозных поражений зубов у женщин играют системные гормонально-метаболические нарушения, и в первую очередь – снижение базального уровня эстрадиола в крови.:53-54.

У женщин с некариозными поражениями зубов выявлено пониженное содержание ионизированного кальция и магния в крови, повышение биохимических маркёров костной резорбции, снижение показателей минеральной плотности костной ткани (по данным денситометрии).:152 Низкая концентрация эстрогенов в крови является ведущей патогенетической причиной развития эрозий, клиновидных дефектов и патологической стираемости зубов у женщин. В то же время женщины, имеющие эту патологию, входят в группу риска развития остеопороза. Именно вследствие этого сами некариозные поражения зубов (эрозии, клиновидные дефекты, патологическая стираемость) считаются ранними маркёрами, «сигналами тревоги» формирования остеопении и остеопороза.:131

## Лечение
Клиновидный дефект желательно лечить на ранних стадиях. В запущенных случаях специалисты могут предложить только один вариант — это протезирование. В начале лечения в первую очередь устраняют причину появления клиновидного дефекта. Врач обучает пациента правилам чистки зубов, подбирает зубную щётку с оптимальным уровнем жесткости щетины, а пациент для достижения положительного результата обязан выполнять все рекомендации и указания врача. Далее может быть проведена реминерализирующая терапия. Потом, в зависимости от степени поражения зубов, проводится закрытие дефекта виниром, коронкой или композитным материалом. Поскольку клиновидный дефект имеет многофакторную этиологию, прежде чем приступать к его лечению, необходимо выделить причины, наиболее ответственные за возникновение этого поражения. Другой важный момент — степень тяжести заболевания в настоящее время. Жалобы пациента (или их отсутствие) и уровень беспокойства относительно будущего состояния зуба — третье необходимое условие для выбора оптимального индивидуального способа лечения.